# ヨハン・リス
ヨハン・リス または ヤン・リス（Johann Liss または Jan Lys、1590年ころか 1597年の生まれ、1629年か1630年に没）は、ドイツ生まれの画家。1620年代初めからイタリアで活動し、主にヴェネツィアで活動したが、おそらくヴェネツィアで流行したペストのために40歳になる前に亡くなった。初期バロック期を代表する画家の一人である。

## 略歴
バルト海沿岸の街、オルデンブルク・イン・ホルシュタインで生まれた。ホルシュタイン＝ゴットルプ家に仕えていた画家の息子であったと推定されている。18世紀初めのアルノルト・ホウブラーケンの著書によれば、ドイツで学んだ後、ハールレムでヘンドリック・ホルツィウスの元やアムステルダムで修行し、1620年ごろ、パリを経由してヴェネツィアへ旅した。ヴェネツィアで働いた後、1620年から1622年ころには、ローマで働き、当時の画家たちに大きな影響を与えたカラヴァッジョのスタイルから影響を受けた作品を描いたとされる。
ふたたびヴェネツィアに戻り、ヴェネツィア派の画家たちの影響を受けて明るい色使いのスタイルとなり、そのスタイルはドメニコ・フェッティ(c.1589-1623)やベルナルド・ストロッツィ(1581-1644)とともに初期バロックを代表する画家の一人となった。
ヴェネツィアで流行したペストから避難するためにヴェローナに移ったが、おそらくこの疫病で亡くなった。若くして亡くなったため残された作品は少ないが神話と聖書の物語を題材にした作品を残した。

## 作品

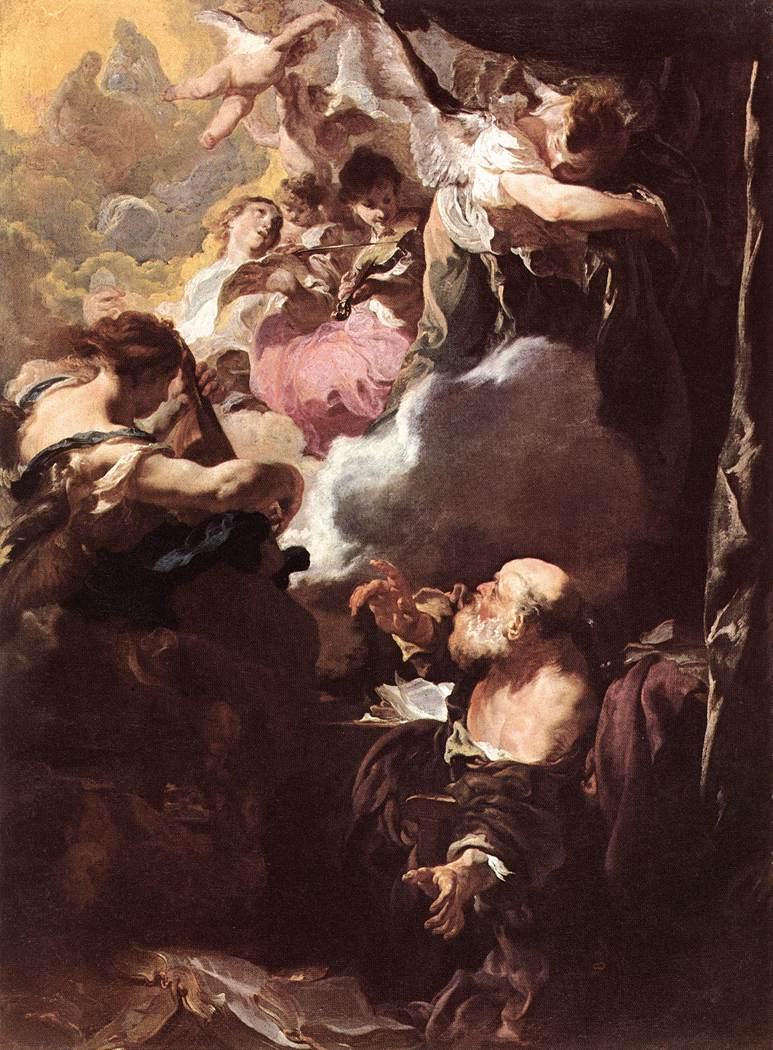
聖パウロの恍惚）(1628/1629) 絵画館 (ベルリン)蔵
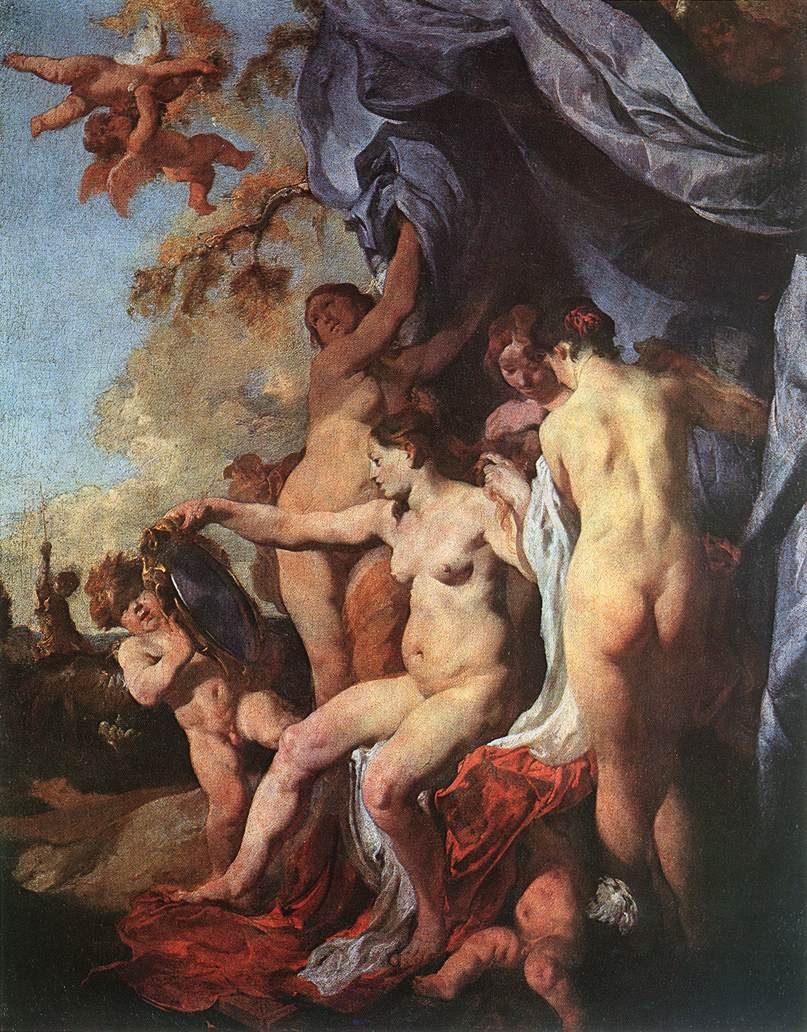
鏡の前のヴィーナス(1625/1626) ウフィツィ美術館蔵
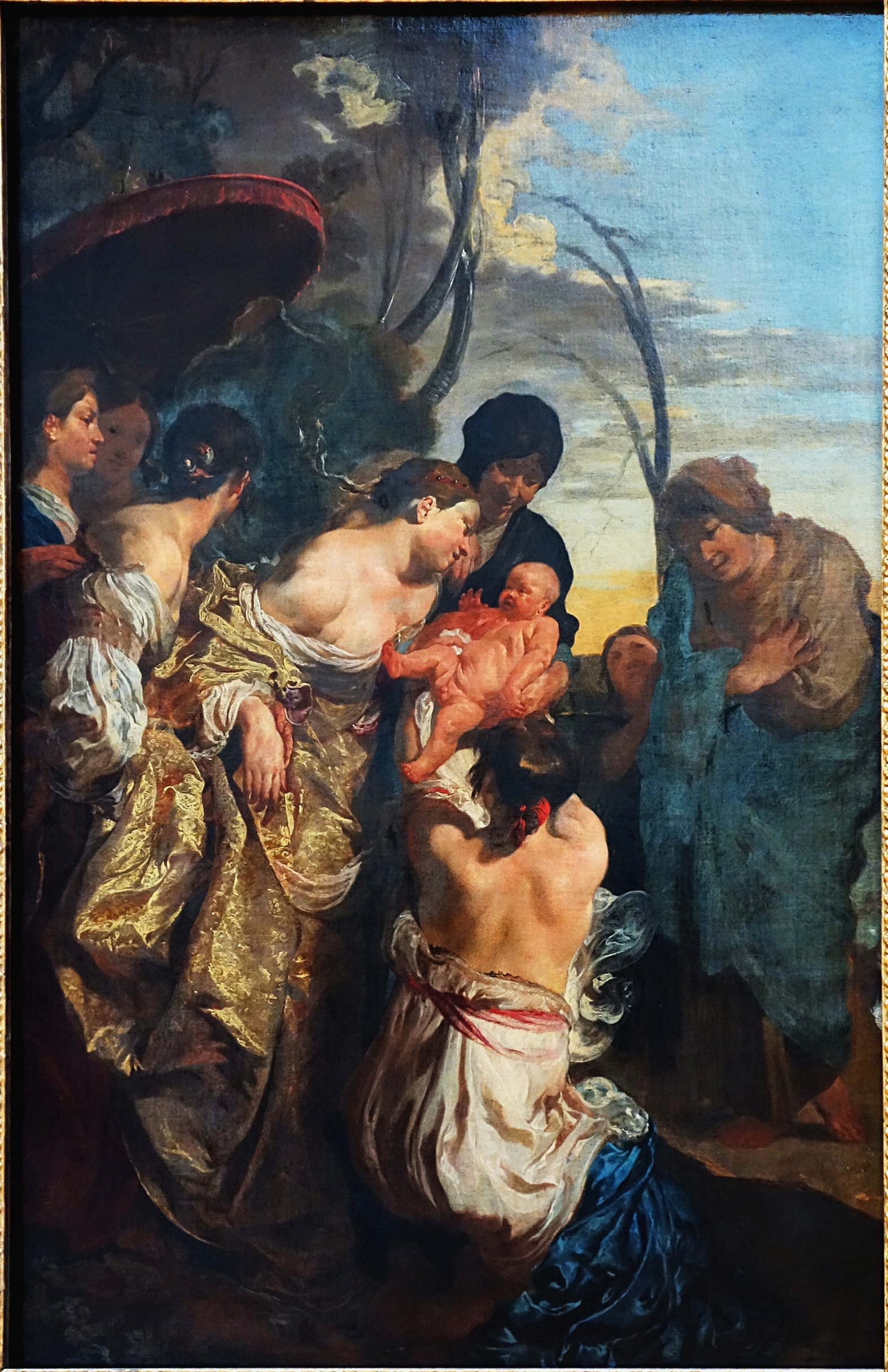
モーゼのいる風景画 リール宮殿美術館蔵
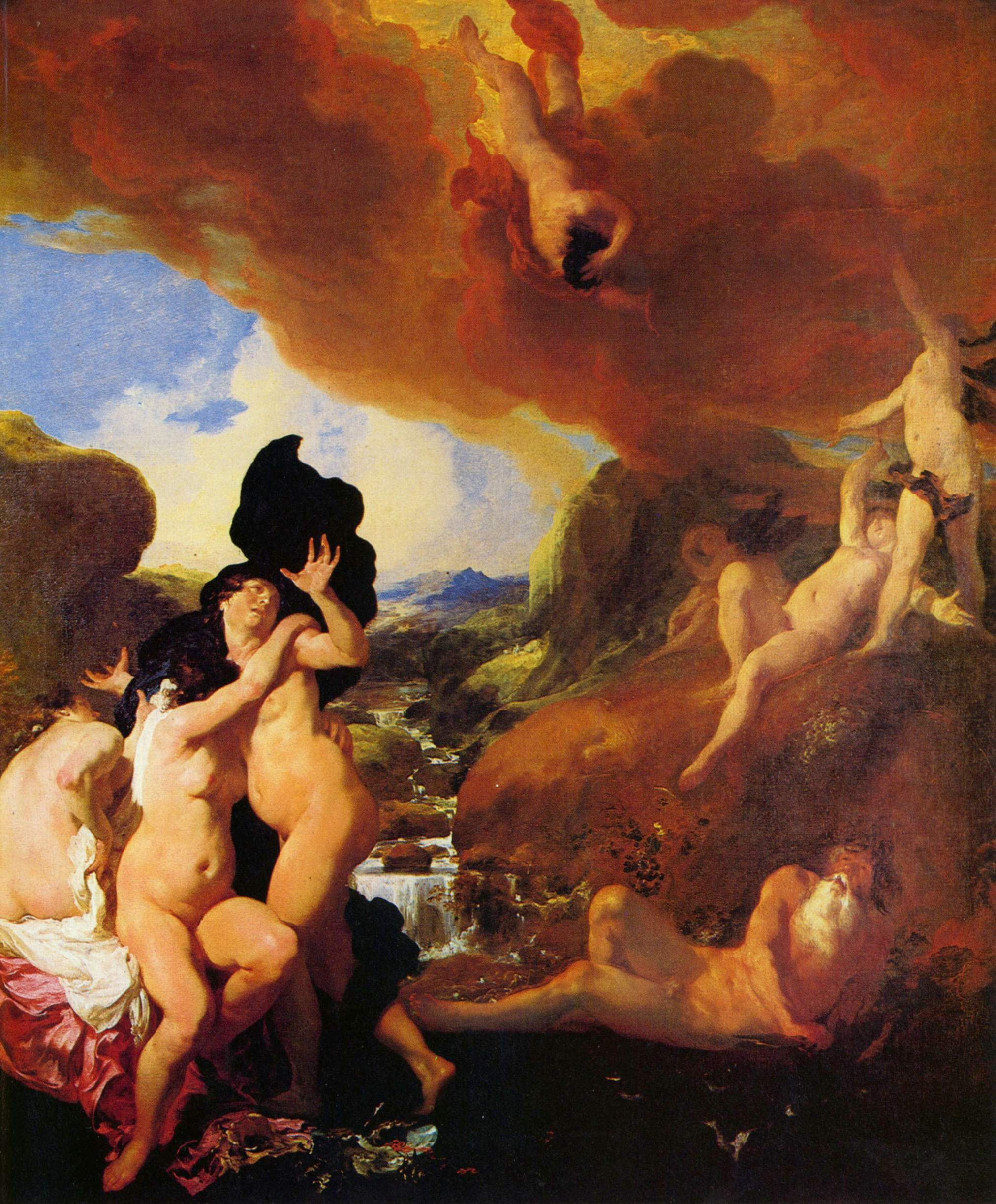
パエトーンの墜落 ナショナル・ギャラリー (ロンドン)蔵